# Microsoft PowerToys
Microsoft PowerToys es una colección de aplicaciones informáticas provistas por Microsoft para el sistema operativo Microsoft Windows.
No están integradas en Windows, ya que su fecha de lanzamiento fue posterior al del sistema operativo. Tampoco existe un soporte técnico específico para la colección ya que no están sometidas a las mismas pruebas que el resto de componentes del sistema operativo.

## Aplicaciones, versión XP
Las PowerToys originales son solo para el sistema operativo Windows XP y no funcionan en Windows Vista o Windows 7 o versiones anteriores, excepto el generador de diapositivas en CD, que puede ser usado en Windows-9x.
A fecha de abril de 2010, la colección comprende las siguientes aplicaciones:
- Abrir aquí la ventana de comando (Open Command Window Here). Añade el menú contextual con la opción "Abrir aquí la ventana de comando" (cmd.exe) en las carpetas de archivos del sistema.
- Administrador virtual del escritorio (Virtual Desktop Manager). Permite gestionar hasta cuatro escritorios desde la barra de tareas.
- Ampliador de la barra de tareas (Taskbar Magnifier). Permite añadir una barra de herramientas en la barra de tareas con una ampliación de la pantalla.
- Asistente para presentaciones en HTML (HTML Slide Show Wizard). Asistente para la presentación y su posterior subida a la web de presentaciones a partir de fotos en formato HTML.
- Cambiar el tamaño de las imágenes (Image Resizer). Permite cambiar el tamaño de uno o varios artículos a la vez a partir de un menú desplegable con el botón derecho.
- Color Control Panel Applet. Permite una configuración de color detallada orientada a profesionales de la fotografía.
- Configurador de ClearType (ClearType Tuner). Facilita la lectura del texto que aparece en la pantalla.
- Creador de presentaciones de diapositivas en CD (CD Slide Show Generator). Permite grabar un CD-ROM con una presentación de diapositivas a partir de imágenes digitales.
- Grabación de Webcam con temporizador (Webcam Timershot). Permite disparar fotos en un momento determinado desde una cámara web.
- Power Calculator. Potente calculadora que interpreta gráficos y realiza varios tipos de conversiones.
- RAW Image Thumbnailer and Viewer. Visualizador de imágenes en formato RAW.
- Remplazar Alt-Tab (Alt-Tab Replacement). Cambia la funcionalidad del windows al presionas las teclas Alt-⇆ Tab para mostrar, además del icono, una imagen de la aplicación abierta.
- SyncToy. Herramienta para la sincronización de carpetas.
- Tweak UI. Interfaz de acceso a las configuraciones del sistema que no aparecen en la interfaz de usuario predeterminada para Windows XP.

## Aplicaciones, versión Windows 10
En mayo de 2019 el equipo de desarrollo de Microsoft relanzó el proyecto con licencia MIT para Windows 10, e inicialmente incluyeron dos utilidades:
- Botón maximizar a un nuevo escritorio: cuando el usuario posa el puntero sobre el botón de maximizar/restaurar aparece una opción para enviar la correspondiente aplicación de manera maximizada a un nuevo escritorio.
- Guía de atajos de teclado para el escritorio: aparece al mantener presionada durante más de un segundo la tecla Windows.